# Knebel (Adelsgeschlecht)

Wappen derer von Knebel

Knebel und Knebel Doeberitz sind die Namen eines alten mittelfränkischen Geschlechts, das 1756 in den preußischen Adelsstand bzw. 1759 in den Reichsadelsstand erhoben wurde.

## Geschichte
Die direkte Stammreihe des Geschlechts beginnt mit Hanns Knebel, der urkundlich im Jahr 1495 in Lentersheim (heute ein Ortsteil von Ehingen, Landkreis Ansbach) erwähnt ist.
Die Brüder Kaspar, Hans, Sixt und Lienhart Knebel erhielten gemeinsam am 3. Juli 1581 in Nürnberg vom kaiserlichen Hofpfalzgrafen Paul Melissus (1539–1602) einen Wappenbrief.

### Adelserhebung
Georg Knebel, markgräflich brandenburg-ansbachischer Geheimrat, wurde am 4. Dezember 1756 in Berlin mit Wappenbestätigung in den preußischen Adelsstand erhoben. Seine Brüder Johann Christian Knebel, markgräflich brandenburg-ansbachischer Konsistorialrat und Pfarrer in Ansbach, sowie Johann Wilhelm Knebel, kaiserlicher Oberstwachtmeister im Bayreuth’schen Infanterie-Regiment, wurden am 14. Mai 1759 in Wien in den Reichsadelsstand erhoben.

### Knebel Doeberitz

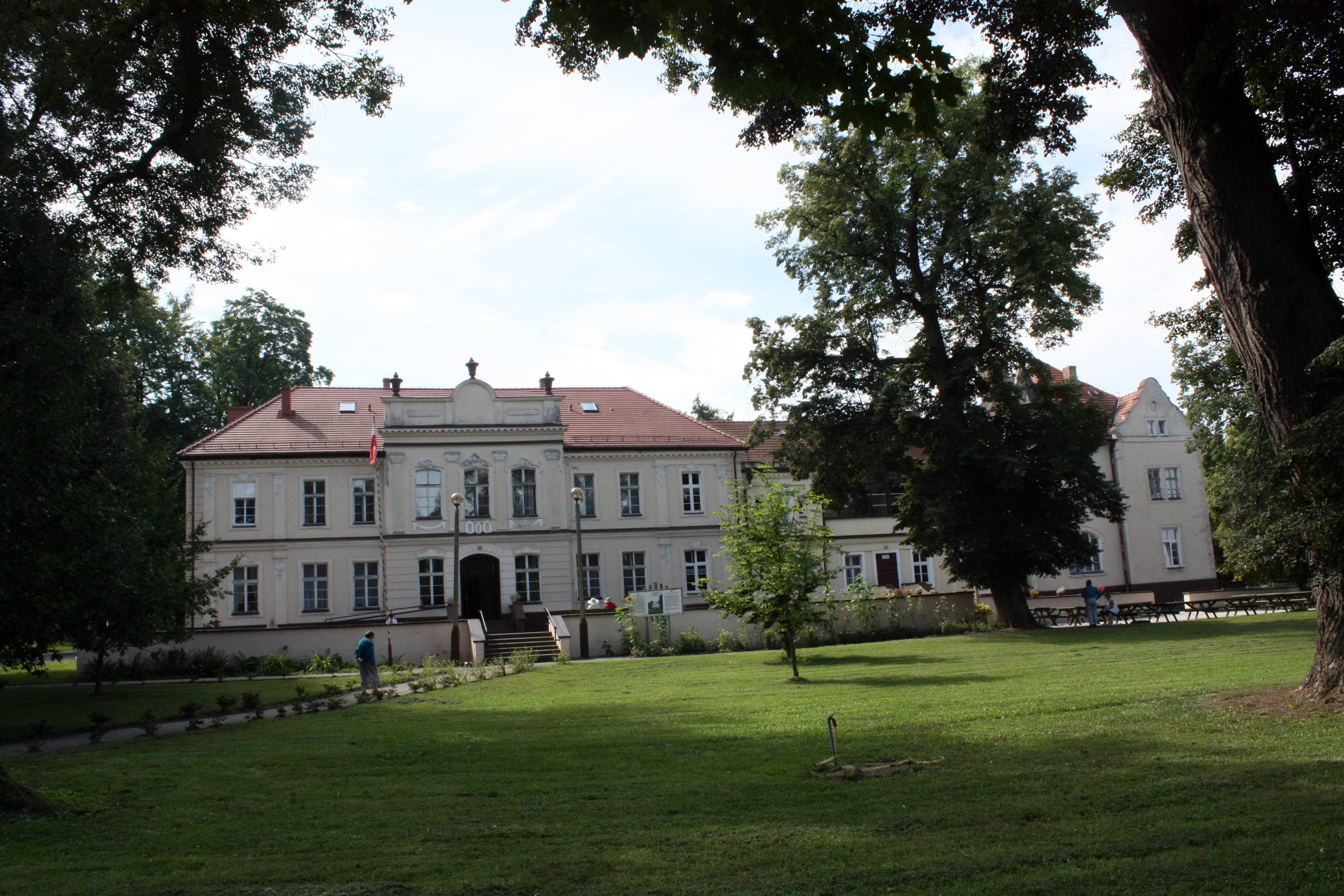
Friedrichsdorf, Pommern

Der Sohn des Geheimrats Georg von Knebel war Christian Friedrich, preußischer Generalmajor. Dessen Sohn, der Kreisdeputierte Ludwig von Knebel (1783–1840), wurde von Ludwig Christoph Georg von Doeberitz († 14. Oktober 1807) adoptiert und erhielt am 15. Oktober 1806 in Berlin die Erlaubnis zur preußischen Namen- und Wappenvereinigung mit Namensführung „von Knebel Doeberitz“. Er war Gutsherr auf Groß-Grünow (heute Gronowo, Gemeinde Złocieniec/Falkenburg) und seit 1819 auch auf den Gütern Friedrichsdorf mit Klestin, Brandenbrück, Luisenau, Ludwigsberg, Marienau bei Wusterwitz, Zetzin, Klebow und Dalow mit Martha und Kotzbahn (alle im Landkreis Dramburg, Provinz Pommern). Die Familie  von Doeberitz starb 1811 mit dem preußischen Generalmajor Johann Heinrich Albert von Doeberitz aus.

## Wappen
Das Wappen von 1581 und 1756 zeigt in Silber einen mit drei silbernen Rosen mit goldenen Butzen belegten roten Schrägrechtsbalken. Auf dem Helm mit rot-silbernen Decken zwei von Silber und Rot übereck-geteilte Büffelhörner.

## Namensträger

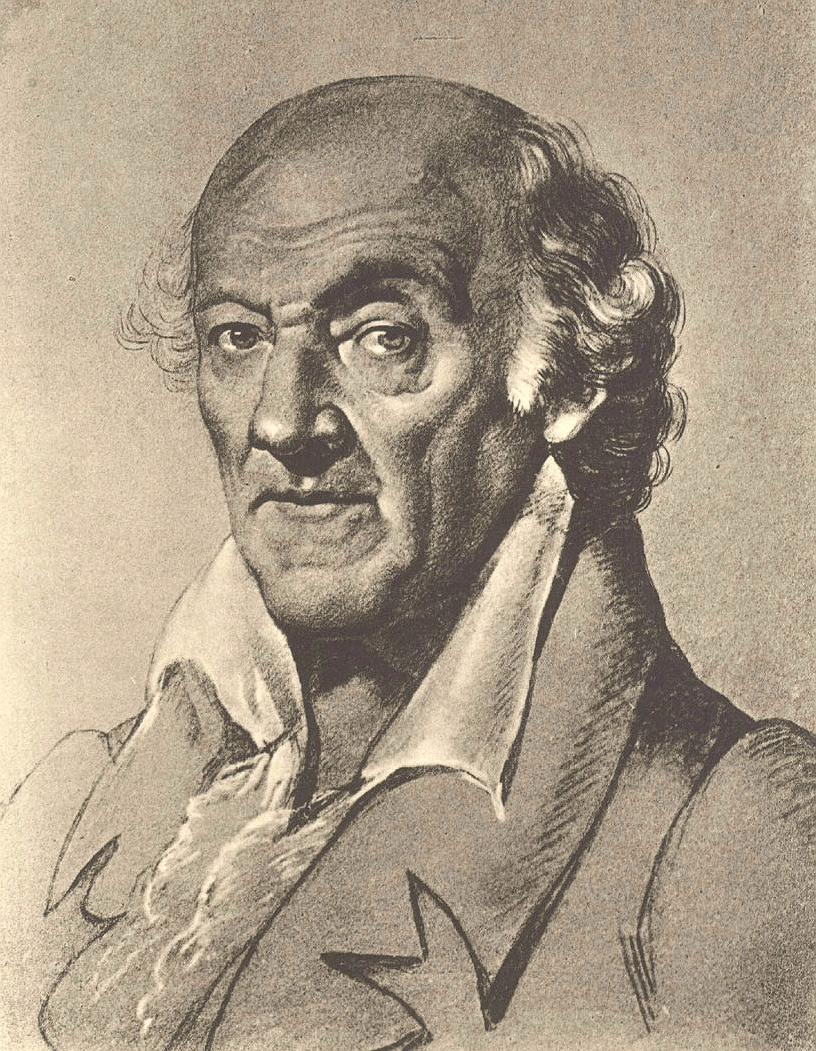
Karl Ludwig von Knebel (1744–1834), Lyriker, Freund Goethes

- Johann Georg Friedrich Knebel (1697–1787), ansbachischer Geheimrat, 1756 geadelt
  - Christian Friedrich von Knebel (1743–1802), preußischer Generalmajor
    - Ludwig von Knebel (1783–1840) auf Groß-Grünow, Friedrichsdorf usw., Adoptivsohn des Ludwig Christoph Georg von Doeberitz († 1807)
      - Georg von Knebel Doeberitz (1810–1880), preußischer Landrat und Politiker
        - Ludwig von Knebel Doeberitz (1844–1900), preußischer Gutsbesitzer und Politiker

      - Magnus Friedrich von Knebel-Doeberitz (1815–1884), Bruder des  Georg von Knebel Doeberitz; Verwaltungsjurist, Geheimer Regierungsrat und Landrat
        - Gebhard von Knebel Doeberitz (1848–1921), preußischer Gutsbesitzer und Politiker
        - Edgar von Knebel Doeberitz (1853–1894)[3]
          - Magnus von Knebel Doeberitz (1890–1942), Gutsbesitzer und Agrarpolitiker, Widerstandskämpfer
            - Rudolf von Knebel Doeberitz (1913–1994), Dr. jur.,[4] RA, Major i. G. a. D., Erbe[5] von Friedrichshof, Dr. jur., Ehrenkommendator des Johanniterorden[6]

  - Karl Ludwig von Knebel (1744–1834), Erzieher am Weimarer Hof, Lyriker und Übersetzer, Freund Goethes
    - Carl (1796–1861), Major und Polizeidirektor (Adoptivsohn, unehelicher Sohn seiner Frau Luise von Rudorff mit Herzog Carl August von Sachsen-Weimar)